# Fluorbritholita-(Nd)
La fluorbritholita-(Nd) és un mineral de la classe dels silicats que pertany al grup de la britholita.

## Característiques
La fluorbritholita-(Nd) és un silicat de fórmula química Ca₂Nd₃(SiO₄)₃F. Va ser aprovada com a espècie vàlida per l'Associació Mineralògica Internacional en el mes d'abril de 2023, i publicada poc després. Cristal·litza en el sistema hexagonal. La seva duresa a l'escala de Mohs és 5.
L'exemplar que va servir per a determinar l'espècie, el que es coneix com a material tipus, es troba conservat a les col·leccions mineralògiques del Museu Suec d'Història Natural, situat a Estocolm (Suècia), amb el número de col·lecció: geo-nrm #20220221.

## Formació i jaciments
Va ser descoberta a la mina Malmkärra, situada a la localitat de Norberg (Västmanland, Suècia). També ha estat descrita a les properes mines de Bastnäs, a Skinnskatteberg. Aquests dos indrets són els únics de tot el planeta on ha estat descrita aquesta espècie mineral.